# Microcausta flavipunctalis
Microcausta flavipunctalis là một loài bướm đêm trong họ Crambidae.